# 求聞寺
求聞寺（ぐもんじ）は青森県弘前市百沢寺沢に所在する真言宗智山派の寺院。｢日本歴史地名大系第2巻｣では岩木山神社東の森の中にあると記す。山号は岩木山。本尊は虚空蔵菩薩。現在の津軽三十三観音霊場第3番札所である。

## 歴史
寛永6年（1629年）に岩木山三所大権現（現在の岩木山神社）の別当寺で、津軽真言五山の一つでもある百沢寺の虚空蔵堂として創建されたのが起源。
明治8年（1875年）に廃寺となり、翌年（1876年）に火事で焼失する。
その後、百沢寺同様に津軽真言五山の一つである橋雲寺の衆徒の南光院斉藤法善により再興される。